# Colline di Levanto bianco
Il Colline di Levanto bianco è un vino DOC la cui produzione è consentita nella provincia della Spezia.

## Caratteristiche organolettiche
- colore: giallo paglierino più o meno intenso
- odore: delicato, persistente, tendente al fruttato, caratteristico
- sapore: secco, sapido, aromatico

## Abbinamenti consigliati
Frittelle di bianchetti e parmigiano.
Acciughe in olio e.v.o., aglio e prezzemolo

## Produzione
Provincia, stagione, volume in ettolitri
- La Spezia  (1995/96)  533,51
- La Spezia  (1996/97)  758,4